# Chāndogya Upaniṣad
El Chāndogya-upaniṣad ("Texto sagrado de la canción y el sacrificio") es uno de los Upanishads principales (mukhia) del hinduismo.

## Nombre sánscrito
- cāndogyopaniṣad, en el alfabeto AITS (alfabeto internacional de transliteración del sánscrito).
- छान्दोग्योपनिषद्, en escritura devanagari del idioma sánscrito.
- Pronunciación: [ʨäːnˈdoːgjoːpəniˈʂəd],[1] aproximadamente "chandóguia-upanishád"
- Etimología:[1]
  - chāndogya (‘lo de los chandogas’) es la doctrina de los chandoga, que eran los cantantes de los chandas (himnos diferentes que los del Rig-veda) del Sama-veda.
  - upa ṇi-ṣád significa ‘sentarse más bajo que otro [para escuchar respetuosamente sus enseñanzas]’.

## Contenido y contexto
Junto con el Bṛihadāraṇyaka-upaniṣad, es uno de los Upanishad más antiguos: data del final del periodo védico de los textos Bráhmanas (a lo largo del I milenio a. C.). Según algunos,[cita requerida] entre los siglos IX y VIII a. C.).
Se asocia con el Sāmaveda y figura como número 9 en el canon Muktika (de 108 Upanishads). 
Forma parte del Chāndogya bráhmana, que consta de 10 capítulos. Los dos primeros de este último tratan sobre sacrificios y otras formas de culto. Las ocho restantes constituyen el Chāndogya-upaniṣad.
Aunque hay más de cien Upanishads, los principales son diez, llamados Daśa Upaniṣad (diez Upaniṣad) o Mukhia-Upaniṣad (Upaniṣad principales). Son conocidos por su profundidad doctrinal, llegando a ser muy populares gracias a los comentarios de Adi Shankara (788-820) y Madhva Acharia (1238-1317). El Chāndogya es uno de ellos.
Junto con el Bṛhadāraṇyaka, este Chāndogya-Upaniṣad es una antigua fuente de fundamentos para la doctrina vedanta. El gran número de referencias a este Upaniṣad en los Brahmasūtra demuestra su importancia.